# 丹麦皇家图书馆
丹麥皇家圖書館（丹麥語：Det Kongelige Bibliotek）是丹麥的國家圖書館和哥本哈根大學圖書館。它為北歐五國最大的圖書館。该馆建于1660年，收藏有古今文学艺术等各类书籍，并有大量东方文学和阿拉伯文学经典著作。在向普通公众服务、搜集整理资料、与国外进行学术交流方面，皇家图书馆均扮演了重要角色。该馆为弗雷德里克三世下令建造，让人到巴黎、阿姆斯特丹、威尼斯等地搜罗图书，不久模仿巴黎的马扎兰主教图书馆建造了这座独立的图书馆。一开始图书馆仅为王室和学者服务，1793年正式向普通民众开放。

## 外部連結
- 首頁（页面存档备份，存于）
- The Danish Digital National Library（页面存档备份，存于）
- Cultural activities of the Black Diamond（页面存档备份，存于）
- The European Library（页面存档备份，存于） - Combined access to 48 national libraries in Europe
- Bibliotek.dk（页面存档备份，存于） - Danish Internet portal for all Danish libraries
- （英文） List of missing books
- （丹麦文） Report on the theft (pdf)（页面存档备份，存于）

55°40′25.77″N 12°34′55.95″E / 55.6738250°N 12.5822083°E